# Veliko Mlačevo
Veliko Mlačevo – wieś w Słowenii, w gminie Grosuplje. 1 stycznia 2017 liczyła 585 mieszkańców.